# Homalometa
Genre
Homalometa est un genre d'araignées aranéomorphes de la famille des Tetragnathidae.

## Distribution
Les espèces de ce genre se rencontrent en Amérique centrale, en Amérique du Sud et aux Antilles.

## Liste des espèces
Selon World Spider Catalog (version 18.5, 12/08/2017) :
- Homalometa chiriqui Levi, 1986
- Homalometa nigritarsis Simon, 1898
- Homalometa nossa Levi, 1986

Selon The World Spider Catalog (version 18.0, 2017) :
- †Homalometa fossilis Wunderlich, 1988

## Publication originale
- Simon, 1898 : On the spiders of the island of St Vincent. III. Proceedings of the Zoological Society of London, vol. 1897, p. 860-890 (texte intégral).